# Ultima VII: The Black Gate
Ultima VII: The Black Gate é um jogo eletrônico de RPG desenvolvido e publicado pela Origin Systems, originalmente para MS-DOS, em 17 de abril de 1992. Ele é o sétimo jogo principal da série Ultima, e o primeiro da quadrilogia narrativa da "Era do Armagedom". Nele, o jogador retorna como o Avatar, um aspirante a modelo de virtude moral que enfrenta muitos perigos e trapaças para limpar o mundo de fantasia medieval de Britannia de diversas conspirações e esquemas, infestações de monstros e o enfraquecimento da autoridade da coroa.
Em uma entrevista com a GameSpot, Richard Garriott declarou que Ultima VII “foi o jogo mais magistralmente executado da série Ultima”. Ele também declarou  que o jogo foi, junto com Ultima IV, seu jogo favorito no geral.
Um pacote de expansão para o jogo, intitulado Forge of Virtue, foi lançado em 1993.